# Handball-Bayernliga 1996/97
Die Handball-Bayernliga 1996/97 wurde unter dem Dach des „Bayerischen Handballverbandes“ (BHV) organisiert, sie ist die höchste Spielklasse des Landesverbandes Bayern und wurde hinter der Handball-Regionalliga als vierthöchste Spielklasse im deutschen Ligensystem eingestuft.

## Saisonverlauf
Die Handball-Bayernliga 1996/97 war die neununddreißigste Ausspielung der Handball-Bayernligasaison.

### Modus
Es wurde eine Hin- und Rückrunde gespielt. Nach Abschluss der daraus resultierenden 22 Spieltage stieg der „Bayerische Meister“ in die Regionalliga auf, während die letzten drei Mannschaften in die beiden Staffeln der Landesliga absteigen mussten.  Bei Punktegleichheit war das bessere Torverhältnis ausschlaggebend. Der Modus war für Männer und Frauen gleich.

## Teilnehmer und Platzierungen
Nicht mehr dabei waren die Auf- und Absteiger der Vorsaison. Neu dabei waren ein Absteiger (A) und die Aufsteiger (N) aus den Landesligen. Im Verlaufe der Saison traten zwölf Mannschaften in der Bayernliga an.

### Abschlusstabelle
|     | Mannschaft           | Spiele | Punkte |
| --- | -------------------- | ------ | ------ |
| 1.  | TB 03 Roding         | 22     | 38:6   |
| 2.  | TSV Unterhaching     | 22     | 35:9   |
| 3.  | TSV Friedberg (A)    | 22     | 26:18  |
| 4.  | HG Ingolstadt (N)    | 22     | 26:18  |
| 5.  | TSV Landsberg        | 22     | 25:19  |
| 6.  | TSV Milbertshofen    | 22     | 23:21  |
| 7.  | TSV Simbach am Inn   | 22     | 22:22  |
| 8.  | TVO Marktredwitz (N) | 22     | 22:22  |
| 9.  | TV Coburg-Neuses (N) | 22     | 19:25  |
| 10. | CSG Erlangen II      | 22     | 15:29  |
| 11. | MTSV Schwabing       | 22     | 10:34  |
| 12. | ETSV 09 Landshut     | 22     | 3:41   |

Bereich des „Bayer. Handballverbandes“ (BHV)

(A) = Absteiger aus der Regionalliga Süd (N) = neu in der Liga

 Bayerischer Meister und Aufsteiger zur Regionalliga Süd 1997/98

 Für die Bayernliga  1997/98 qualifiziert

### Frauen
- Der TSV 1865 Dachau wurde Bayerischer Meister und hat sich für die Regionalliga Süd der Frauen qualifiziert.